# Loon voor uitkering
Loon voor Uitkering (LvU) is de constructie in sommige Nederlandse gemeentes waarbij re-integratiebureau's mensen met een uitkering op basis van de Wet werk en bijstand (WWB) een arbeidsovereenkomst geven.
Zodra mensen in aanmerking komen voor een bijstandsuitkering (WWB-uitkering), kunnen ze in loondienst bij het re-integratiebureau komen. Het salaris dat deze mensen gaan verdienen komt overeen met het wettelijk geldend minimumloon. Vervolgens wordt gekeken naar de geldende bijstandsnorm waarna op basis hiervan een salaris in de 'LvU-constructie' wordt bepaald, wat neerkomt op een parttime contract voor een alleenwonende bijstandsgerechtigde (meestal zo'n 25-30 uur van het minimumloon). Het aantal uren dat iemand op contract staat bij het re-integratiebureau, dient hij/zij beschikbaar te zijn voor arbeid met behoud van dat salaris. Dit kan bijvoorbeeld een werkstage zijn, deels te vergelijken met de vroegere Melkertbaan. 
Ook als iemand niet de gestelde contracturen in bijvoorbeeld een werkstage werkzaamheden verricht, wordt zijn volledige LvU-salaris maandelijks doorbetaald. Het re-integratiebedrijf heeft gedurende het LvU-contract een inspanningsverplichting tot het zoeken van ander betaald werk of stages voor de cliënt, c.q. werknemer. 

## Uitkering gaat over in loon
Wat iemand normaal als inkomen uit bijstand had ontvangen, wordt nu zijn salaris (loon uit arbeid) bij de LvU-arbeidsovereenkomst.
De gemeentelijke sociale dienst betaalt maandelijks dit salaris in de vorm van een subsidie aan het re-integratiebedrijf die het vervolgens doorbetaalt in de vorm van salaris aan de cliënt (werknemer). 
Daarnaast ontvangen re-integratiebedrijven nog per cliënt een extra subsidie wegens de begeleiding van de cliënt, waarbij de re-integratiebedrijven een inspanningsverplichting tot plaatsing van de cliënt in een andere reguliere baan hebben. 
De gemeentelijke sociale dienst blijft wel een vorm van toezicht op de re-integratiebedrijven uitoefenen vanwege de geldstromen van de subsidie. Zo kan een vertegenwoordiger van de sociale dienst (bijvoorbeeld een klantmanager) nog voortgangsgesprekken met de cliënt en het re-integratiebedrijf voeren. 
Wanneer het re-integratiebedrijf erin slaagt de cliënt (werknemer) succesvol in een 'betere' reguliere betaalde baan te plaatsen, ontvangen ze hiervoor een bonus van de gemeentelijke sociale dienst.

## Rechtspositie
Zodra iemand in loondienst treedt bij het re-integratiebureau, wordt zijn bijstandsuitkering ingetrokken omdat er sprake is van een reguliere arbeidsovereenkomst op minimaal de toepasselijke bijstandsnorm. De werknemer staat vanaf dat moment dus niet meer geregistreerd als bijstandsgerechtigde. Ook is de werknemer gedurende dit arbeidscontract niet langer verplicht zich als werkzoekende te registreren bij het UWV WERKbedrijf (het voormalige CWI) maar blijft daartoe wel vrij zich in te schrijven of ingeschreven te blijven als werkzoekende, net als elke andere persoon die in loondienst werkzaam is. 
Ook gelden de normale regels van het arbeidsrecht bij deze arbeidsovereenkomst, zoals de proeftijd, de opzegtermijn en ontslagregels. 
Bij deze arbeidsovereenkomst wordt er verder gewoon de loonheffingskorting of loonbelasting geheven en zijn de werknemers verzekerd voor de werknemersverzekeringen zoals de Werkloosheidswet (WW), Ziektewet (ZW) en Wet werk en inkomen naar arbeidsvermogen (WIA), zoals bij elke andere arbeidsovereenkomst het geval is.
Na afloop van dit arbeidscontract kan men dus gewoon een uitkering van de WW voor de periode van minimaal drie maanden bij het UWV ontvangen, als het contract minimaal 26 weken (een half jaar) heeft geduurd.